# Bom Sucesso
Bom Sucesso es una freguesia portuguesa del concelho de Figueira da Foz, con 60,94 km² de superficie y 2006 habitantes (2001). Su densidad de población es de 32,9 hab/km².